# Новоторъяльский район
Новоторъя́льский райо́н (мар. У Торъял кундем) — административно-территориальная единица в составе Республики Марий Эл Российской Федерации. В рамках организации местного самоуправления ему соответствует Новоторъя́льский муниципа́льный о́круг (до 2025 г. — муниципальный район).
Административный центр — посёлок городского типа Новый Торъял.

## География
Район расположен в северо-восточной части Республики Марий Эл. На севере он граничит с Пижанским и Советским районами Кировской области, на востоке — с Сернурским, на юге и юго-востоке — с Советским и Куженерским, на западе — с Оршанским районами Марий Эл. Таким образом, на севере и на юге района расположены муниципальные районы двух разных субъектов Российской Федерации, имеющие одинаковые названия — «Советский район».
Площадь района 920 км² (или 92 009 га).
Водные ресурсы
Водоёмы в районе занимают площадь 1043 га, болота — 117 га. По району протекают реки Немда, Толмань и Шукшан.
Лесные ресурсы
Крупных лесных массивов в районе нет, многочисленные мелкие перелески, рощи, мольбища занимают площадь 12 230 га.

## История
До 1920 года территория Новоторъяльского района входила в состав Уржумского и Яранского уездов Вятской губернии. С образованием Марийской автономной области большинство населённых пунктов нынешнего Новоторъяльского района вошли в состав Сернурского кантона. В 1924 году образован Новоторъяльский кантон.
Указом Президиума Верховного Совета РСФСР от 11 марта 1959 года был ликвидирован Пектубаевский район и большая часть населённых пунктов вошла в состав Новоторъяльского района.
Указом Президиума Верховного Совета РСФСР от 1 февраля 1963 года по новой системе администрирования в Марийской АССР было образовано 7 сельскохозяйственных районов. Новоторъяльский район был упразднён, его территория была включена в состав Советского района.
4 марта 1964 года Указом Президиума Верховного Совета РСФСР был вновь образован Новоторъяльский район.
25 апреля 2025 года принят закон, по которому муниципальные образования Новоторъяльского района были объединены в Новоторъяльский муниципальный округ. Закон вступил в силу 5 мая с переходным периодом до 31 декабря 2025 года.

## Население
| 1979    | 1989    | 2002    | 2005    | 2009    | 2010    | 2011    | 2012    | 2013    |
| ------- | ------- | ------- | ------- | ------- | ------- | ------- | ------- | ------- |
| 20 973  | ↘20 628 | ↘18 543 | ↘18 100 | ↘16 497 | ↗17 124 | ↘17 058 | ↘16 421 | ↘15 986 |
| 2014    | 2015    | 2016    | 2017    | 2018    | 2019    | 2020    | 2021    | 2023    |
| ↘15 601 | ↘15 414 | ↘15 247 | ↘15 134 | ↘14 956 | ↘14 589 | ↘14 274 | ↘13 767 | ↘13 597 |

### Урбанизация
В городских условиях (пгт Новый Торъял) проживают 41,4 % населения района.

### Национальный состав
Национальный состав населения Новоторъяльского района согласно Всероссийской переписи населения 2010 года. По данным переписи в районе встречаются представители 29 национальностей.
| № |                           | Численность населения, чел. (2010) | % от всего | % от указав- ших нацио- наль- ность |
| - | ------------------------- | ---------------------------------- | ---------- | ----------------------------------- |
|   | всего                     | 17 124                             | 100,00 %   |                                     |
| 1 | Марийцы                   | 11 540                             | 67,39 %    | 69,96 %                             |
| 2 | Русские                   | 4740                               | 27,68 %    | 28,74 %                             |
| 3 | Татары                    | 49                                 | 0,29 %     | 0,30 %                              |
| 4 | Украинцы                  | 30                                 | 0,18 %     | 0,18 %                              |
| 5 | Армяне                    | 27                                 | 0,16 %     | 0,16 %                              |
| 6 | Мордва                    | 23                                 | 0,13 %     | 0,14 %                              |
| 7 | Молдаване                 | 16                                 | 0,09 %     | 0,10 %                              |
| 8 | Чуваши                    | 14                                 | 0,08 %     | 0,08 %                              |
|   | другие                    | 56                                 | 0,33 %     | 0,34 %                              |
|   | указали национальность    | 16 495                             | 96,33 %    | 100,00 %                            |
|   | не указали национальность | 629                                | 3,67 %     |                                     |

По итогам переписи населения 2020 года проживали следующие национальности (национальности менее 0,1 % и другое см. в сноске к строке «Другие»):
| Национальность | Численность, чел. | Доля     |
| -------------- | ----------------- | -------- |
| Марийцы        | 9554              | 69,40 %  |
| Русские        | 3967              | 28,82 %  |
| Татары         | 38                | 0,28 %   |
| Армяне         | 19                | 0,14 %   |
| Мордва         | 14                | 0,10 %   |
| Другие         | 175               | 1,26 %   |
| Итого          | 13 767            | 100,00 % |

## Административное деление
В Новоторъяльский район как административно-территориальную единицу входят 1 посёлок городского типа (пгт) и 4 сельских округа. Сельские округа одноимённы образованным в их границах сельским поселениям, а пгт — городскому поселению.
До 2025 года в Новоторъяльский муниципальный район входило 5 муниципальных образований, в том числе 1 городское поселение и 4 сельских поселения.
| №        | Муниципальное образование | Административный центр | Количество населённых пунктов | Население (чел.) | Площадь (км²) |
| -------- | ------------------------- | ---------------------- | ----------------------------- | ---------------- | ------------- |
| 1e-06    | Городское поселение:      |                        |                               |                  |               |
| 1        | Новый Торъял              | пгт Новый Торъял       | 1                             | ↗5653            | 8,47          |
| 1.000002 | Сельские поселения:       |                        |                               |                  |               |
| 2        | Масканурское              | село Масканур          | 32                            | ↘1115            | 199,00        |
| 3        | Пектубаевское             | село Пектубаево        | 49                            | ↘2301            | 336,36        |
| 4        | Староторъяльское          | село Старый Торъял     | 29                            | ↘1830            | 128,86        |
| 5        | Чуксолинское              | деревня Чуксола        | 40                            | ↘2698            | 247,40        |

Законом Республики Марий Эл от 1 апреля 2009 года, Большелумарское, Куанпамашское и Масканурское сельские поселения были объединены в новое муниципальное образование со статусом сельского поселения с административным центром в селе Масканур; Елембаевское, Пектубаевское и Шуринское сельские поселения были объединены в новое муниципальное образование со статусом сельского поселения с административным центром в селе Пектубаево; Немдинское, Старокрещенское и Чуксолинское сельские поселения были объединены в новое муниципальное образование со статусом сельского поселения с административным центром в деревне Чуксола; Староторъяльское и Токтарсолинское сельские поселения были объединены в новое муниципальное образование со статусом сельского поселения с административным центром в селе Старый Торъял.

### Населённые пункты
В Новоторъяльском районе 146 населённый пункт.
| №   | Населённый пункт  | Тип     | Население | Муниципальное образование           |
| --- | ----------------- | ------- | --------- | ----------------------------------- |
| 1   | Акилово           | деревня | 19        | Пектубаевское сельское поселение    |
| 2   | Бахтино           | деревня | 12        | Масканурское сельское поселение     |
| 3   | Большая Лумарь    | деревня | ↘338      | Масканурское сельское поселение     |
| 4   | Большая Нурма     | деревня | 121       | Староторъяльское сельское поселение |
| 5   | Большая Шимшурга  | деревня | 94        | Пектубаевское сельское поселение    |
| 6   | Большое Пызаково  | деревня | 62        | Чуксолинское сельское поселение     |
| 7   | Большое Танаково  | деревня | 122       | Масканурское сельское поселение     |
| 8   | Большой Вильял    | деревня | 44        | Масканурское сельское поселение     |
| 9   | Бутылченки        | деревня | 2         | Чуксолинское сельское поселение     |
| 10  | Бываенки          | деревня | 0         | Староторъяльское сельское поселение |
| 11  | Веденькино        | деревня | 35        | Чуксолинское сельское поселение     |
| 12  | Верхнее Махматово | деревня | 70        | Староторъяльское сельское поселение |
| 13  | Верхний Кожлаял   | деревня | 36        | Чуксолинское сельское поселение     |
| 14  | Верхний Кугенер   | деревня | 55        | Масканурское сельское поселение     |
| 15  | Верхний Обалыш    | деревня | 24        | Чуксолинское сельское поселение     |
| 16  | Верхняя Орья      | деревня | 33        | Масканурское сельское поселение     |
| 17  | Верхняя Чуча      | деревня | 33        | Чуксолинское сельское поселение     |
| 18  | Вятчино           | деревня | 4         | Масканурское сельское поселение     |
| 19  | Демушенки         | деревня | 0         | Масканурское сельское поселение     |
| 20  | Долбачи           | деревня | 53        | Пектубаевское сельское поселение    |
| 21  | Дубовляны         | деревня | 0         | Пектубаевское сельское поселение    |
| 22  | Егорята-Мишата    | деревня | 11        | Пектубаевское сельское поселение    |
| 23  | Егошино           | деревня | 6         | Масканурское сельское поселение     |
| 24  | Ексей-Елкино      | деревня | 13        | Пектубаевское сельское поселение    |
| 25  | Ексей-Мари        | деревня | 4         | Пектубаевское сельское поселение    |
| 26  | Елембаево         | деревня | 467       | Пектубаевское сельское поселение    |
| 27  | Елшинка           | деревня | 2         | Пектубаевское сельское поселение    |
| 28  | Ерофейково        | деревня | 22        | Чуксолинское сельское поселение     |
| 29  | Есимбаево         | деревня | 10        | Пектубаевское сельское поселение    |
| 30  | Ешимово           | деревня | 1         | Чуксолинское сельское поселение     |
| 31  | Захарейково       | деревня | 17        | Пектубаевское сельское поселение    |
| 32  | Захарята          | деревня | 0         | Пектубаевское сельское поселение    |
| 33  | Зверевцы          | деревня | 0         | Пектубаевское сельское поселение    |
| 34  | Ибрайсола         | деревня | 17        | Староторъяльское сельское поселение |
| 35  | Ивакнур           | деревня | 7         | Пектубаевское сельское поселение    |
| 36  | Изаньга           | деревня | 86        | Масканурское сельское поселение     |
| 37  | Исюйка            | деревня | 0         | Пектубаевское сельское поселение    |
| 38  | Йошкар-Памаш      | деревня | 17        | Чуксолинское сельское поселение     |
| 39  | Кандашбеляк       | деревня | 32        | Чуксолинское сельское поселение     |
| 40  | Козловцы          | деревня | 20        | Пектубаевское сельское поселение    |
| 41  | Кокшамбал         | деревня | 0         | Чуксолинское сельское поселение     |
| 42  | Комичи            | деревня | 9         | Масканурское сельское поселение     |
| 43  | Коряковцы         | деревня | 22        | Пектубаевское сельское поселение    |
| 44  | Косоротково       | деревня | 9         | Масканурское сельское поселение     |
| 45  | Красная Речка     | деревня | 31        | Чуксолинское сельское поселение     |
| 46  | Кремленки         | деревня | 218       | Пектубаевское сельское поселение    |
| 47  | Крюковцы          | деревня | 33        | Пектубаевское сельское поселение    |
| 48  | Куанпамаш         | деревня | 212       | Масканурское сельское поселение     |
| 49  | Кугеръял          | деревня | 3         | Староторъяльское сельское поселение |
| 50  | Кугунур           | деревня | 4         | Староторъяльское сельское поселение |
| 51  | Кужнур            | деревня | 55        | Чуксолинское сельское поселение     |
| 52  | Кузнецы           | деревня | 327       | Чуксолинское сельское поселение     |
| 53  | Кукмарь           | деревня | 19        | Чуксолинское сельское поселение     |
| 54  | Купсола           | деревня | 53        | Староторъяльское сельское поселение |
| 55  | Куркумбал         | деревня | 20        | Староторъяльское сельское поселение |
| 56  | Куршенер          | деревня | 11        | Масканурское сельское поселение     |
| 57  | Лодакенер         | деревня | 1         | Староторъяльское сельское поселение |
| 58  | Лоповцы           | деревня | 0         | Пектубаевское сельское поселение    |
| 59  | Льнозавод         | посёлок | 70        | Чуксолинское сельское поселение     |
| 60  | Магазейково       | деревня | 15        | Пектубаевское сельское поселение    |
| 61  | Максакродо        | деревня | 22        | Староторъяльское сельское поселение |
| 62  | Малая Лумарь      | деревня | 37        | Масканурское сельское поселение     |
| 63  | Малая Шимшурга    | деревня | 108       | Пектубаевское сельское поселение    |
| 64  | Малое Пызаково    | деревня | 16        | Чуксолинское сельское поселение     |
| 65  | Малое Танаково    | деревня | 19        | Масканурское сельское поселение     |
| 66  | Малый Вильял      | деревня | 20        | Масканурское сельское поселение     |
| 67  | Малый Шуйбеляк    | деревня | 98        | Чуксолинское сельское поселение     |
| 68  | Маркелово         | деревня | 192       | Пектубаевское сельское поселение    |
| 69  | Масканур          | деревня | 8         | Масканурское сельское поселение     |
| 70  | Масканур          | село    | 349       | Масканурское сельское поселение     |
| 71  | Матюшкино         | деревня | 0         | Пектубаевское сельское поселение    |
| 72  | Немда-Обалыш      | деревня | 506       | Чуксолинское сельское поселение     |
| 73  | Нижнее Махматово  | деревня | 68        | Староторъяльское сельское поселение |
| 74  | Нижний Кожлаял    | деревня | 52        | Чуксолинское сельское поселение     |
| 75  | Нижний Кугенер    | деревня | 62        | Масканурское сельское поселение     |
| 76  | Нижний Ядыкбеляк  | деревня | 39        | Староторъяльское сельское поселение |
| 77  | Нижняя Чуча       | деревня | 24        | Чуксолинское сельское поселение     |
| 78  | Новые Благородны  | деревня | 10        | Пектубаевское сельское поселение    |
| 79  | Новый Торъял      | пгт     | ↗5629     | городское поселение Новый Торъял    |
| 80  | Ноли Кукмарь      | деревня | 66        | Чуксолинское сельское поселение     |
| 81  | Ноля              | деревня | 5         | Пектубаевское сельское поселение    |
| 82  | Нуренер           | деревня | 13        | Чуксолинское сельское поселение     |
| 83  | Нурмучаш          | деревня | 16        | Староторъяльское сельское поселение |
| 84  | Нурумбал          | деревня | 87        | Староторъяльское сельское поселение |
| 85  | Ожигановский      | посёлок | 64        | Пектубаевское сельское поселение    |
| 86  | Олени             | деревня | 2         | Масканурское сельское поселение     |
| 87  | Оськино           | деревня | 0         | Пектубаевское сельское поселение    |
| 88  | Ошканер           | деревня | 68        | Чуксолинское сельское поселение     |
| 89  | Памаши            | деревня | 26        | Масканурское сельское поселение     |
| 90  | Пектубаево        | село    | 1314      | Пектубаевское сельское поселение    |
| 91  | Пеледыш           | деревня | 7         | Староторъяльское сельское поселение |
| 92  | Петриково         | деревня | 27        | Пектубаевское сельское поселение    |
| 93  | Пижанцы           | деревня | 0         | Пектубаевское сельское поселение    |
| 94  | Пиксола           | деревня | 22        | Пектубаевское сельское поселение    |
| 95  | Плешивцы          | деревня | 17        | Масканурское сельское поселение     |
| 96  | Плишкинцы         | деревня | 1         | Масканурское сельское поселение     |
| 97  | Пузырниково       | деревня | 20        | Пектубаевское сельское поселение    |
| 98  | Пушкари           | деревня | 5         | Пектубаевское сельское поселение    |
| 99  | Репино            | деревня | 7         | Пектубаевское сельское поселение    |
| 100 | Русский Шуй       | деревня | 25        | Пектубаевское сельское поселение    |
| 101 | Сабличево         | деревня | 17        | Староторъяльское сельское поселение |
| 102 | Семеево           | деревня | 104       | Чуксолинское сельское поселение     |
| 103 | Сергейсола        | деревня | 31        | Староторъяльское сельское поселение |
| 104 | Сидыбаево         | деревня | 1         | Чуксолинское сельское поселение     |
| 105 | Сосновка          | деревня | 22        | Пектубаевское сельское поселение    |
| 106 | Софронята         | деревня | 18        | Чуксолинское сельское поселение     |
| 107 | Средний Ядыкбеляк | деревня | 13        | Староторъяльское сельское поселение |
| 108 | Средняя Орья      | деревня | 55        | Масканурское сельское поселение     |
| 109 | Старокрещено      | деревня | 222       | Чуксолинское сельское поселение     |
| 110 | Старые Благородны | деревня | 0         | Пектубаевское сельское поселение    |
| 111 | Старый Торъял     | село    | 735       | Староторъяльское сельское поселение |
| 112 | Сухоречье         | деревня | 16        | Масканурское сельское поселение     |
| 113 | Танагаево         | деревня | 6         | Пектубаевское сельское поселение    |
| 114 | Танерково         | деревня | 20        | Пектубаевское сельское поселение    |
| 115 | Татаренер         | деревня | 68        | Чуксолинское сельское поселение     |
| 116 | Тишкино           | деревня | 28        | Пектубаевское сельское поселение    |
| 117 | Токтарсола        | деревня | 362       | Староторъяльское сельское поселение |
| 118 | Толмань-Ибраево   | деревня | 1         | Масканурское сельское поселение     |
| 119 | Турма             | деревня | 0         | Пектубаевское сельское поселение    |
| 120 | Тушнур            | деревня | 252       | Чуксолинское сельское поселение     |
| 121 | Тушнурята         | деревня | 18        | Масканурское сельское поселение     |
| 122 | Ушемнур           | деревня | 23        | Староторъяльское сельское поселение |
| 123 | Филипп-Левинцы    | деревня | 0         | Масканурское сельское поселение     |
| 124 | Чашкасола         | деревня | 35        | Чуксолинское сельское поселение     |
| 125 | Чепаково          | деревня | 43        | Чуксолинское сельское поселение     |
| 126 | Чёрная Грязь      | деревня | 83        | Чуксолинское сельское поселение     |
| 127 | Чернозелье        | деревня | 0         | Масканурское сельское поселение     |
| 128 | Чобыково          | деревня | 161       | Чуксолинское сельское поселение     |
| 129 | Чуксола           | деревня | 410       | Чуксолинское сельское поселение     |
| 130 | Шалагино          | деревня | 6         | Пектубаевское сельское поселение    |
| 131 | Шемермучаш        | деревня | 112       | Староторъяльское сельское поселение |
| 132 | Шестаково         | деревня | 6         | Масканурское сельское поселение     |
| 133 | Шишур             | деревня | 0         | Пектубаевское сельское поселение    |
| 134 | Шудомарино        | деревня | 29        | Пектубаевское сельское поселение    |
| 135 | Шуйбеляк          | деревня | 299       | Чуксолинское сельское поселение     |
| 136 | Шуйдур            | деревня | 24        | Чуксолинское сельское поселение     |
| 137 | Шукшан            | деревня | 28        | Пектубаевское сельское поселение    |
| 138 | Шуньга            | деревня | 24        | Масканурское сельское поселение     |
| 139 | Шура              | деревня | 329       | Пектубаевское сельское поселение    |
| 140 | Шургуял           | деревня | 35        | Староторъяльское сельское поселение |
| 141 | Энермучаш         | деревня | 8         | Чуксолинское сельское поселение     |
| 142 | Эркансола         | деревня | 1         | Чуксолинское сельское поселение     |
| 143 | Ялпаево           | деревня | 5         | Чуксолинское сельское поселение     |
| 144 | Яраньмучаш        | деревня | 1         | Пектубаевское сельское поселение    |
| 145 | Яснур             | деревня | 58        | Пектубаевское сельское поселение    |
| 146 | Яштрексола        | деревня | 2         | Староторъяльское сельское поселение |

Постановлением Правительства Российской Федерации от 27 февраля 1999 года новой деревне присвоено наименование Сергейсола.
Упразднённые населённые пункты:
- 1998 год — деревни Илюшкино, Каменный Ключ, Укташ, Чекмари[29]

Постановлением от 30 июня 2022 года деревня Петричата включена в черту пгт Новый Торъял.
В 2024 году деревня Алеево включена в состав деревни Нижнее Махматово; деревни Большая Кемсола и Малая Кемсола включены в состав деревни Токтарсола; деревня Пактеково включена в состав деревни Верхнее Махматово; деревня Тупино включена в состав деревни Большая Нурма.

## Экономика
Промышленность
Промышленное производство в районе в разрезе отраслей хозяйства занимало 9 %. Крупнейшее предприятие ОАО «Маслозавод».
ОАО «Маслозавод» обанкрочен.
Сельское хозяйство
В районе имеется 17 сельхозпредприятий, где занято 2 тысячи человек.
Самые крупные:
- «Первое Мая»
- «Прогресс»

Транспорт

## Культура и образование
Учреждение культуры:
- 16 сельских библиотек.
- Межпоселенческая центральная библиотека.
- Детская библиотека.
- Районный краеведческий музей.
- Центр культуры и досуга.

Учреждения образования:
- 6 школ.
- 10 детских дошкольных учреждений.
- Дом детского творчества.
- Детско-юношеская спортивная школа.
- Школа искусств имени Э. Сапаева.

## Здравоохранение
- Новоторъяльская центральная больница на 200 коек

Материал об основателе Новоторъяльской районной больницы Бодрове А. В. Архивная копия от 18 сентября 2020 на Wayback Machine
- Пектубаевская врачебная амбулатория
- Масканурская врачебная амбулатория
- 29 медицинских пунктов

## Известные люди
- Панов Валентин Никанорович (1904—1957) — марийский советский партийный и государственный деятель. Председатель Новоторъяльского районного исполкома Марийской АССР (1937—1939). Секретарь Президиума Верховного Совета Марийской АССР 2-го созыва (1950—1951), депутат Верховного Совета Марийской АССР 1—2-го созыва (1938—1951). Член ВКП(б) с 1938 года.
- Шалагин Михаил Андреевич (1933—2017) — советский деятель спорта и организатор музейного дела. Председатель Марийского областного совета Добровольного спортивного общества «Урожай» (1966―1987). Председатель Совета ветеранов спорта Республики Марий Эл (1996―2017), организатор и директор Музея спортивной славы Марий Эл (1997―2017). Заслуженный работник физической культуры Марийской АССР (1990). Член КПСС.